# 条纹拟鲈
条纹拟鲈（学名：Parapercis mimaseana）为拟鲈科拟鲈属的鱼类。分布于澳大利亚和印度洋以及中国东海等海域。该物种的模式产地在东京。